# A Trick of the Tail
A Trick of the Tail (deutsch: Eine Trick des Schwanzes) ist das siebte Studioalbum der britischen Progressive-Rock-Band Genesis. Es erschien im Februar 1976 und war die erste Veröffentlichung der Band nach dem Ausstieg des Frontmanns Peter Gabriel. Der Schlagzeuger Phil Collins, der schon zuvor Begleitgesang beisteuerte, übernahm den Gesang.
Mit Rang 31 in den nordamerikanischen Albumcharts war A Trick of the Tail das bis dahin erfolgreichste Album der Band.

## Entstehung
Im November 1974, bei Beginn der The Lamb Lies Down on Broadway-Tournee, kündigte Peter Gabriel an, Genesis nach dem letzten Konzert zu verlassen. Er begründete diesen Schritt mit privaten Problemen und fortschreitenden Differenzen innerhalb der Band, da die von Gabriel in weiten Teilen bestimmte konzeptionelle Ausrichtung der Gruppe mittlerweile als zu dominant empfunden wurde.
Die verbliebenen Musiker sahen die Möglichkeit, sich von dem Image als „Peter-Gabriel-Begleitband“ zu lösen und begannen 1975 mit den Arbeiten an einem neuen Album, obwohl der Posten des Sängers noch unbesetzt war. Die Idee, mit rein instrumentaler Musik fortzufahren, wurde rasch wieder verworfen. Auf dem Album wurde Phil Collins der Sänger, der schon 1971 auf For Absent Friends (Nursery Cryme) und 1973 auf More Fool Me (Selling England by the Pound) die Hauptstimme übernommen hatte. 
Nach langer Suche entschied man sich letztendlich für Collins, da vor allem seine Interpretation des Titels Squonk gegenüber den Mitbewerbern überzeugte. Ein weiterer Grund war, dass Collins’ Stimme eine leichte Ähnlichkeit zu Peter Gabriel aufwies. Für Collins war die Ernennung zum Frontmann anfangs zwiespältig, da er den „Schutzwall seines Schlagzeugs“ verlassen musste.
Bei Live-Konzerten übernahm Collins fortan lediglich bei instrumentalen musikalischen Abschnitten das Schlagzeug, so dass man 1976 zunächst Bill Bruford als Hauptschlagzeuger für Auftritte verpflichtete. Ab 1977 wurde übernahm Chester Thompson diesen Posten.
Die Aufnahmen zu A Trick of the Tail fanden von Oktober bis November 1975 in den Trident Studios in London statt, bevor das Album am 20. Februar 1976 über das Plattenlabel Charisma Records veröffentlicht wurde.

## Musik
Temperamentvolle Titel und Balladen wechseln sich auf dem Album ab. Das Album wird durch Dance On A Volcano im 7/8-Takt in der Strophe eröffnet, einem Charakteristikum des Progressive Rocks. Motive von Dance On A Volcano tauchen später in Los Endos wieder auf. Mit einem 13/8-Takt findet ebenfalls in Robbery, Assault & Battery während des Synthesizer-Solos ein ungerades Metrum Verwendung.
Der Titel Squonk wurde durch Kashmir (1975) von Led Zeppelin inspiriert, das auf einem langsamen Rhythmus aufbaut und durch die elektronischen Klänge der von Rutherford gespielten Basspedale dominiert wird. Der statische Rhythmus barg für den von King Crimson gekommenen Schlagzeuger Bill Bruford in der Live-Situation ein Problem, da der vom Jazz beeinflusste Musiker eher improvisierte und variable Muster bevorzugte. Auch auf ein Motiv von Squonk wird später in Los Endos Bezug genommen.
Zu dritt eröffnen Tony Banks, Mike Rutherford und Steve Hackett das auf einem 6/8-Takt basierende Entangled mit zwölfsaitigen Gitarren, welches mit Mellotron und Synthesizer-Begleitung fortgeführt wird. Zwölfsaitige Gitarren sind auch in Ripples zu hören.
Der instrumentale Schlusstitel Los Endos verarbeitet Themen aus Dance On A Volcano und stellt diese mit neuen Motiven in Kombination. Die Strophe aus Squonk wird als Reprise in Los Endos wieder aufgegriffen, die Melodie wird hier mit einem Synthesizer gespielt. Inspiriert wurde Collins zum jazzorientierten Rhythmus durch Promise Of A Fisherman vom Santana-Album Borboletta (1974). Im Finale lässt sich im Hintergrund das gesungene Zitat mit dem Wortlaut „There's an angel standing in the sun“ aus dem Genesis Stück Supper's Ready (1972) erkennen.

## Covergestaltung

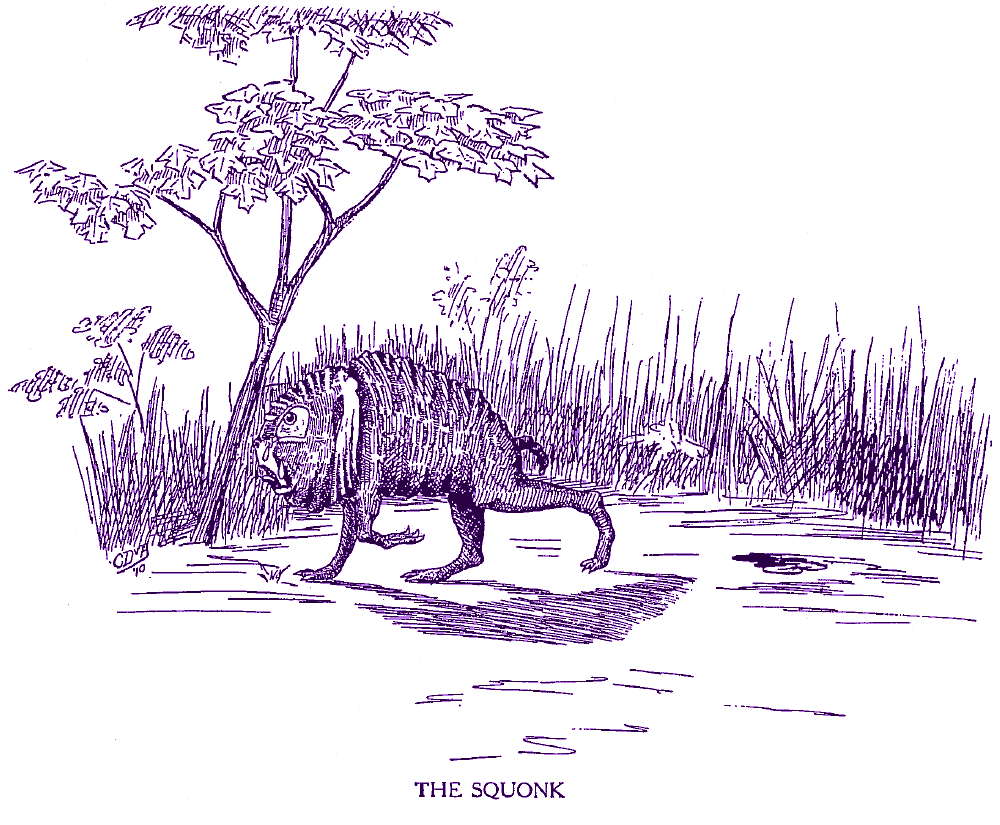
Die Kreatur Squonk

Das von Hipgnosis und Colin Elgie gestaltete Cover stellt grafisch jeden Titel des Albums mit einer Figur oder Figurengruppe dar, abgesehen von dem Instrumental Los Endos. So erkennt man das Fabelwesen Squonk sowie eine Überfallszene aus Robbery, Assault and Battery, die auf den literarischen Stil Charles Dickens verweist. Ebenfalls illustriert werden die in Entangled besungene Krankenschwester und eine teuflische Kreatur, die im Titeltrack thematisiert wird. Auch im Booklet ist neben jedem Liedtext die passende Figur abgebildet worden. Hipgnosis und Colin Edge waren ebenfalls für das Cover des 1977 erschienenen Nachfolgers Wind & Wuthering verantwortlich.

## Live
Vor allem auf den Tourneen zu A Trick of the Tail 1976 und Wind & Wuthering 1977 konnten sich mit Dance on a Volcano, Robbery Assault and Battery, Entangled, Squonk und Los Endos zahlreiche Titel des Albums in den Setlisten etablieren. Langfristig hat sich vor allem Los Endos als Klassiker konstituiert. So war das Instrumental auf den Tourneen zu Genesis 1984 und Invisible Touch 1987 neben einem Medley älterer Titel oftmals das einzige Stück, welches aus der Schaffensperiode der 1970er Jahre berücksichtigt wurde. Auf der Abschiedstournee Turn It On Again 2007 wurde Ripples neben Los Endos seit langer Zeit wieder in die Setlist mit aufgenommen.
Auf Genesis Livealben sind folgende Versionen von A Trick of the Tail-Stücken enthalten:
- Seconds Out (1977): Squonk, Robbery, Assault and Battery, Dance on a Volcano und Los Endos
- The Way We Walk, Vol. 2 (The Longs) (1993): Dance on a Volcano (im Medley u. a. mit The Lamb Lies Down on Broadway, The Musical Box, Firth of Fifth und I Know What I Like)
- Archive II – 1976–1992 (2000): Ripples (Aufnahme von 1980) und Entangled (Aufnahme von 1976)
- Live at Wembley Stadium (2003): Los Endos (Aufnahme von 1987)
- Live over Europe 2007 (2007): Ripples und Los Endos

## Titelliste
1. Dance on a Volcano (Tony Banks, Phil Collins, Mike Rutherford, Steve Hackett) – 5:53
2. Entangled (Tony Banks, Steve Hackett) – 6:28
3. Squonk (Mike Rutherford, Tony Banks) – 6:27
4. Mad Man Moon (Tony Banks) – 7:35
5. Robbery, Assault and Battery (Tony Banks, Phil Collins) – 6:15
6. Ripples (Tony Banks, Mike Rutherford) – 8:03
7. A Trick of the Tail (Tony Banks) – 4:34
8. Los Endos (Phil Collins, Steve Hackett, Mike Rutherford, Tony Banks) – 5:46

DVD-Extras (2007 Release)
1. Band Interview 2006
2. Promotional Videos: Robbery, Assault and Battery, Ripples & A Trick of the Tail
3. Genesis: In Concert (Konzertfilm von 1977, gefilmt während der Tournee 1976)
4. White Rock Show 1977 (Galerie mit 8 Bildern)

## Kommerzieller Erfolg

### Chartplatzierungen
| ChartsChartplatzierungen       | Höchstplatzierung | Wochen/ Monate |
| ------------------------------ | ----------------- | -------------- |
| Deutschland (GfK)              | 43 (3 Mt.)        | 3 Mt.          |
| Vereinigte Staaten (Billboard) | 31 (19 Wo.)       | 19 Wo.         |
| Vereinigtes Königreich (OCC)   | 3 (39 Wo.)        | 39 Wo.         |

### Auszeichnungen für Musikverkäufe
| Land/Region                  | Auszeichnungen für Musikverkäufe (Land/Region, Auszeichnung, Verkäufe) | Verkäufe |
| ---------------------------- | ---------------------------------------------------------------------- | -------- |
| Frankreich (SNEP)            | Gold                                                                   | 100.000  |
| Kanada (MC)                  | Platin                                                                 | 100.000  |
| Vereinigte Staaten (RIAA)    | Gold                                                                   | 500.000  |
| Vereinigtes Königreich (BPI) | Gold                                                                   | 200.000  |
| Insgesamt                    | 3× Gold · 1× Platin ·                                                  | 900.000  |

Hauptartikel: Genesis (Band)/Auszeichnungen für Musikverkäufe

## Trivia
Bei der deutschen LP war auf der inneren Plattenhülle ein Angebot der Firma Phonogram aufgedruckt: Man konnte sich kostenlos die deutsche Übersetzung der Songtexte zuschicken lassen.